# 民主人民运动
民主人民运动（西班牙語：Movimiento Popular Democrático，缩写为MPD）是厄瓜多尔的一个已不存在的政治组织。该组织由厄瓜多尔马列主义共产党创立于1978年3月17日，用以参加选举。该组织具有注册政党地位。它的意识形态是共产主义、马克思列宁主义。它的政治立场是左翼至极左翼。它的总部位于基多。2014年7月3日，该组织解散。解散前，该组织有2名省长（埃斯梅拉达斯省和科托帕希省）和2名市长。